# Референдум в Швейцарии по вооружённым силам (1940)
Референдум в Швейцарии по вооружённым силам проходил 1 декабря 1940 года. Референдум должен был одобрить поправки к статьям 103 и 104 федерального закона, которые детализировали организацию вооружённых сил Швейцарии, однако избиратели отклонили поправки 55,7% голосов.

## Инициатива
Инициатива стала второй гражданской инициативой после инициативы 1935 года о «полном пересмотре федеральной Конституции», которая была выдвинута крайне-правыми фронтами. Предложение было инициировано фашистским и антимасонским политиком Артуром Фоньяллазом, ультраправым политиком Жоржем Ольтрамаре и политиком Готлибом Дуттвейлером.

## Избирательная система
Референдум по федеральным законам был факультативным и требовал для одобрения лишь большинство голосов избирателей.

## Результаты
| Выбор                                | Голосов   | %    |
| ------------------------------------ | --------- | ---- |
| За                                   | 345 430   | 44,3 |
| Против                               | 434 817   | 55,7 |
| Пустых бюллетеней                    | 14 716    | –    |
| Недействительных бюллетеней          | 3 122     | –    |
| Всего                                | 798 085   | 100  |
| Зарегистрированных избирателей/ Явка | 1 254 578 | 63,6 |
| Источник: Nohlen & Stöver            |           |      |